# Mariane Antoinette Meijer

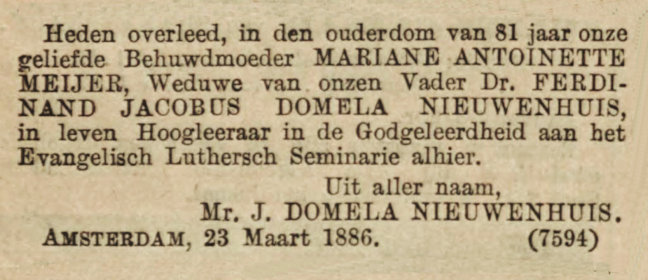
Heden overleed, in den ouderdom van 81 jaar onze geliefde Behuwdmoeder MARIANE ANTOINETTE MEIJER, Weduwe van onzen Vader Dr. FERDINAND JACOBUS DOMELA NIEUWENHUIS, in leven Hoogleraar in de Godsgeleerdheid aan het Evangelisch Luthersch Seminarie alhier.
Uit aller naam, Mr. J. DOMELA NIEUWENHUIS. Amsterdam, 23 Maart 1886.

Mariane Antoinette Meijer (Amsterdam, 26 augustus 1804 – aldaar, 23 maart 1886) was een Nederlands kunstschilder. Ze schilderde voornamelijk stillevens met bloemen en dood wild en signeerde haar werk als M.A. Meijer. 

## Leven en werk
Mariane Meijer werd geboren in een gegoede lutherse familie, als jongste dochter van Johan Christiaan Meijer (1765-1809) en diens tweede echtgenote Margaretha Johanna Rijsendaal (1778-1846). Naast handelaar was haar vader onder meer commissaris van de Surinaamse suikerrietplantage Lunenburg en koffieplantage Mariënburg. Meijer leerde piano spelen en schilderen. Ze schilderde, in olieverf op doek, voornamelijk stillevens met bloemen en dood wild. Ze toonde haar werk onder andere op de tentoonstellingen van Levende Meesters in het lokaal van de Koninklijke Akademie van Beeldende Kunsten boven de beurs van Amsterdam (1832, 1834) en zond schilderijen in voor verloting of verkoop ten behoeve van goede doelen (1831, 1837).  Haar zus Henrietta Maria Anna (1802-1866) schreef gedichten, waaronder een "Aan mijne zuster Mariane Antoinette Meijer" ter gelegenheid van haar verjaardag in 1847. Mariane en haar oudere zus Anna Henrietta (1794-1865) woonden na het overlijden van hun ouders als renteniersters in de ouderlijke woning aan de Herengracht 342. In 1858 woonde ze een aantal maanden in Zeist, waar haar moeder in 1841 de buitenplaats Klein Schoonoord had gekocht.
In 1845 kwam de evangelisch-lutherse predikant Ferdinand Jacob Domela Nieuwenhuis (1808-1869) met zijn gezin in Amsterdam wonen. Hij was er benoemd tot buitengewoon hoogleraar aan het luthers seminarie. Mariane Meijer raakte bevriend met de familie, in het bijzonder met Nieuwenhuis' vrouw Henrietta Frances Berry (1810-1857). Na het overlijden van Berry werd Meijer door Nieuwenhuis ten huwelijk gevraagd. Hij noteerde daarover zelf: "Mijne vriendin Mariane Antoinette Meijer, ook hare vriendin en die van onze kinderen, gelijk op verschillenden wijzen ons gebleken was, had mij sedert mijn verlies door mijne kinderen te logéren en met mij de correspondentie te onderhouden, voortdurend ter zijde gestaan. (...) [Zij] toonde zich op mijn aanzoek in de plaats der overledene te vervangen terstond daartoe bereid zonder de bezwaren zich te ontveinzen die eene verbindtenis met zulk een talrijken gezin zou kunnen opleveren." Ze trouwden op 26 augustus 1858 in Zeist. Meijer werd daarmee de stiefmoeder van zijn kinderen, onder wie Ferdinand en Adriaan Domela Nieuwenhuis. Het gezin betrok het huis aan de Herengracht 342 in Amsterdam en woonde 's zomers op Klein Schoonoord in Zeist. Door dit huwelijk ging de familie Domela Nieuwenhuis tot de Nederlandse elite behoren.
F.J. Domela Nieuwenhuis overleed in 1869, nadat hij een beroerte op de preekstoel had gekregen. Zijn weduwe hield het gezin draaiende en bleef de kinderen waar nodig steunen. Ook Ferdinand, alhoewel ze niet achter diens moderne theologische opvattingen stond. Ze investeerde daarnaast in onder meer de oprichting van de Woning-Maatschappij (1873), bedoeld voor het bouwen en verhuren van woningen, merendeels voor de ambachtsstand, in Amsterdam en de oprichting van de Maatschappij tot exploitatie van de familiebegraafplaats Muiderberg (1879).
Mariane Antoinette Meijer overleed op 81-jarige leeftijd. "Blijft onderling de geest der liefde aankweeken", zou ze op haar sterfbed tegen haar stiefkinderen hebben gezegd. Naast dat zij in de erfenis deelden, legateerde Meijer aan onder andere de Maatschappij van Weldadigheid, het Nederlandsch Zendeling Genootschap en het Utrechts Diakonessenhuis en Ooglijdersgasthuis. In oktober 1886 werd de inboedel van haar huis aan de Herengracht 342 geveild. Uit de nalatenschap van stiefzoon Adriaan kwamen in 1935 drie door haar geschilderde werken in de collectie van het Museum Boijmans in Rotterdam terecht.

## Enkele werken

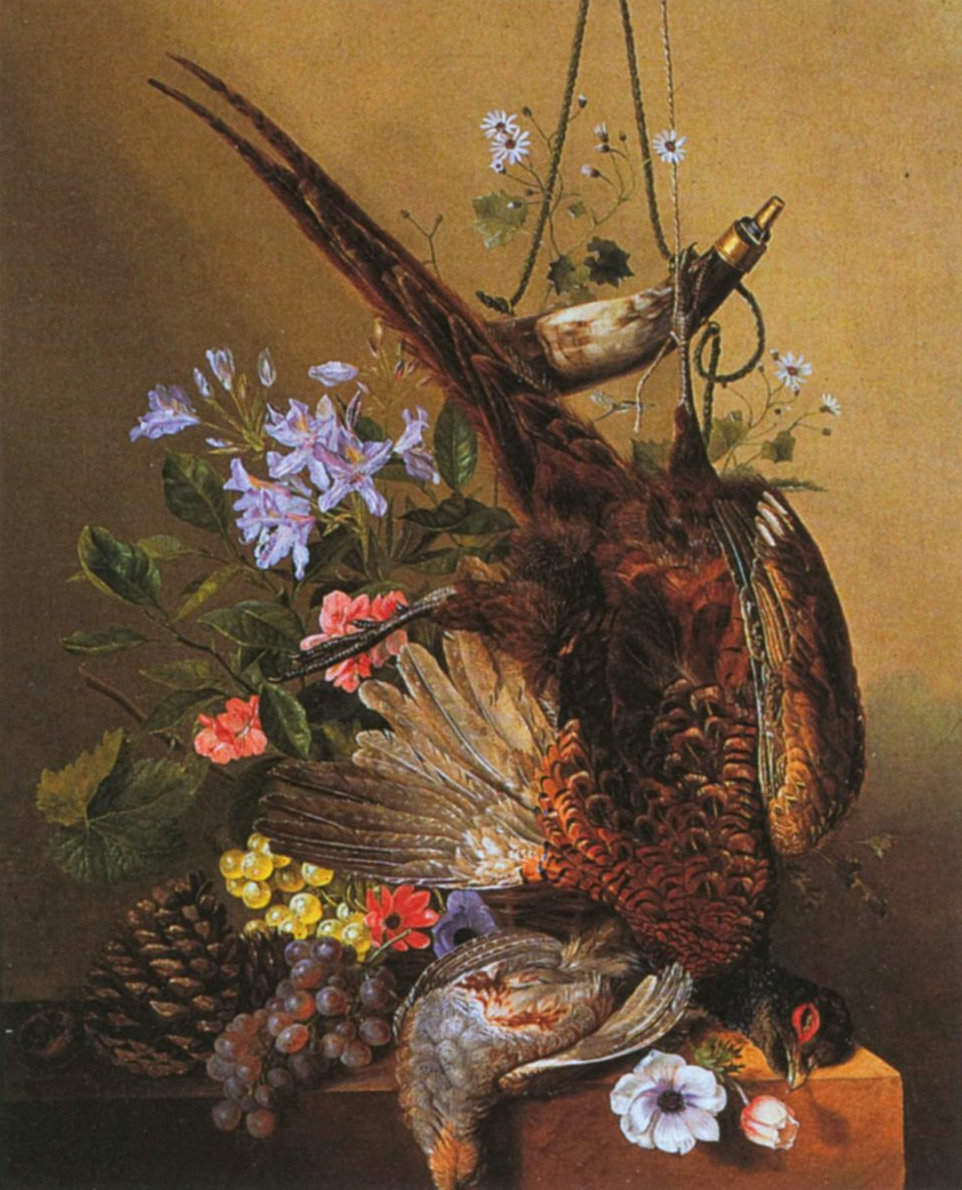
Stilleven met gevogelte en een jachthoorn (1845)
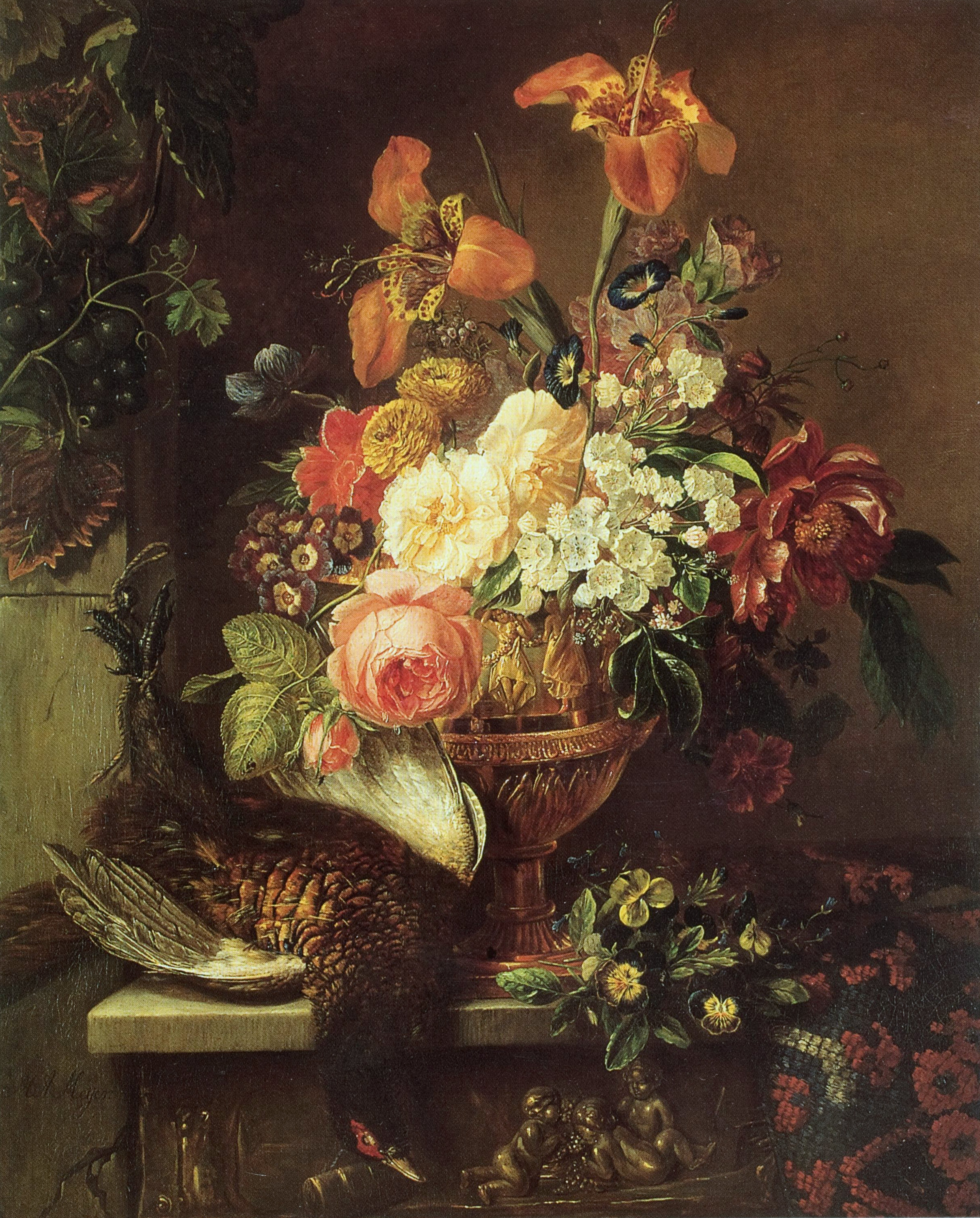
Bloemstilleven met fazant
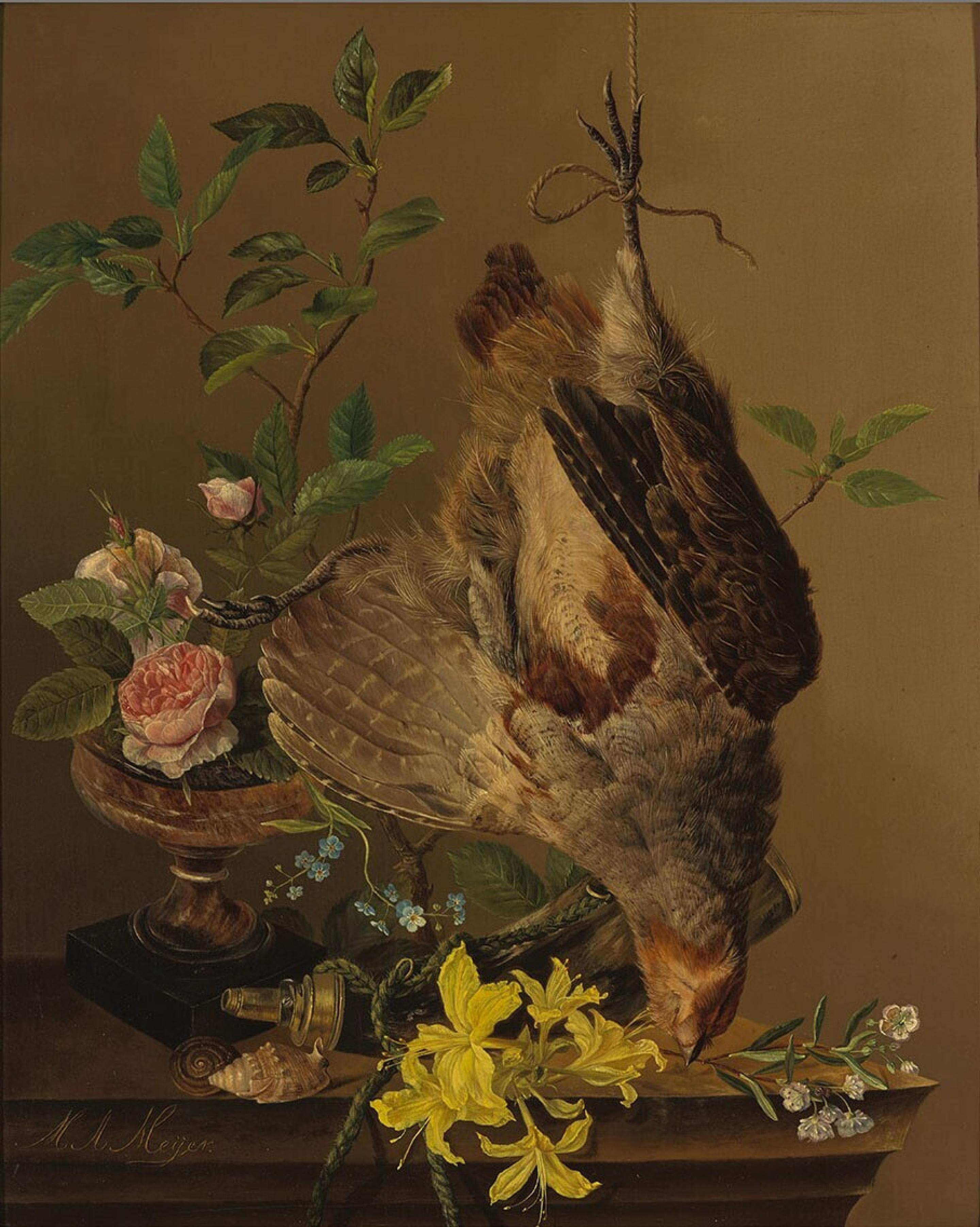
Stilleven met patrijs en bloemen. Collectie Boijmans Van Beuningen.
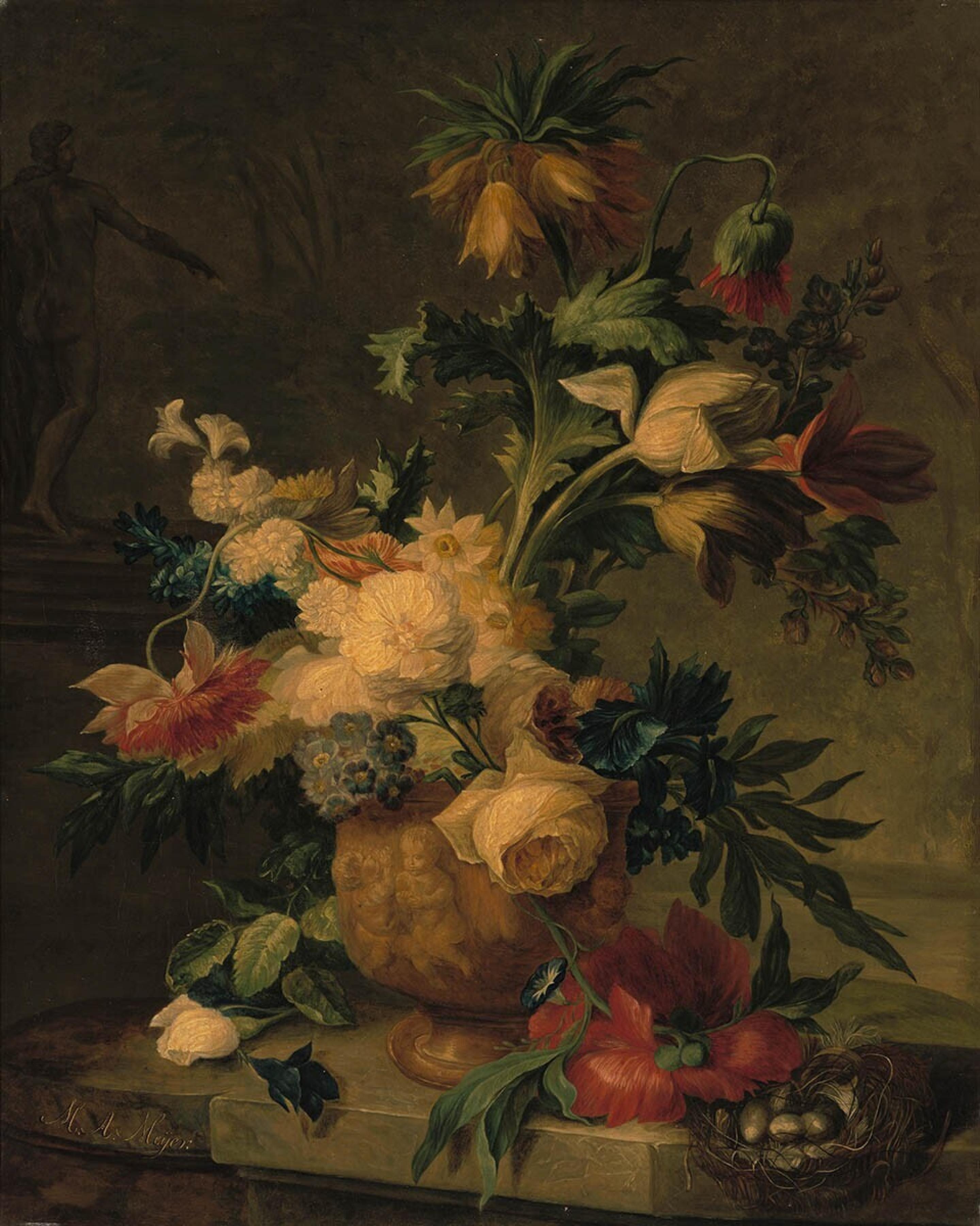
Vaas met bloemen. Collectie Boijmans Van Beuningen.

- Biografisch Portaal: 38229523
- RKD-Nederlands Instituut voor Kunstgeschiedenis: 54959